# Alveolaire klier
De alveolaire klieren worden als klieren onderscheiden van de tubulaire klieren doordat ze meer stoffen afscheiden (secretie) en een grotere vaatholte hebben. Verder hebben de meeste alveolaire klieren veel kleine zakvormige divertikels (alveolen). Soms wordt nog een verder onderscheid gemaakt tussen alveolaire klieren en exocriene klieren. Deze laatste produceren secretie in de vorm van een acinus.
De benaming "tubulo-alveolair" wordt gebruikt voor klieren en klierweefsels die beginnen als een buisvormige vertakking en uitmonden in een alveool. Voorbeelden van dergelijke klieren zijn de speekselklieren en de melkklier.

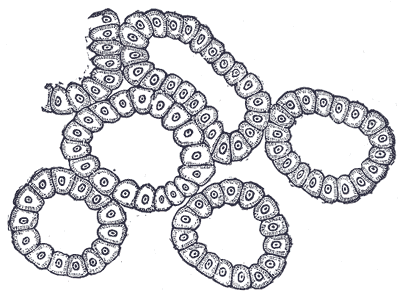
Traanklieralveoli.
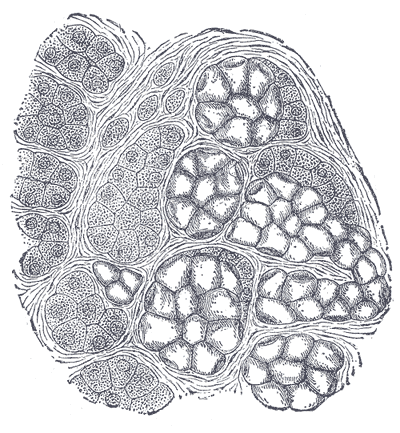
Menselijke onderkaakklier. Rechts een groep slijmproducerende alveoli, links een groep sereuze alveoli.
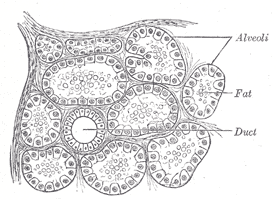
Doorsnede van deel van de borst.